# 萨瑟克湖
45°38′37″N 29°39′27″E / 45.64361°N 29.65750°E

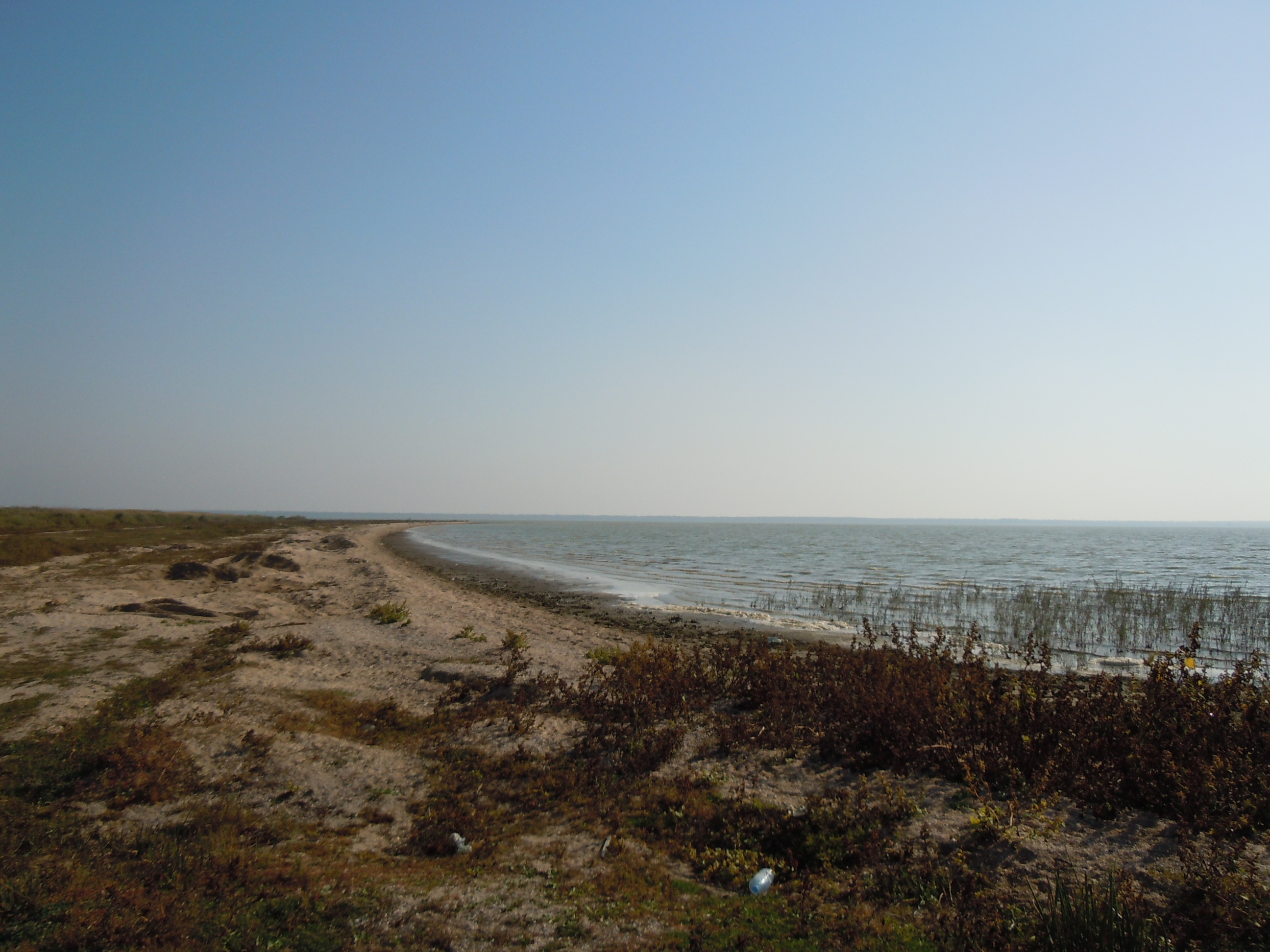

薩瑟克湖（羅馬化：Sasyk），亦称孔杜克湖（羅馬化：Kunduk），是烏克蘭的潟湖，位於該國南部，處於多瑙河三角洲附近，長35公里、寬11公里，面積215平方公里，平均水深1.05米，最大水深3.3米。